# Asmahan
Asmahan (en idioma árabe: أسمهان), nombre de nacimiento Amal al-Atrash (Valiato de Siria, 25 de noviembre de 1912 – El Mansura, 14 de julio de 1944) fue una cantante especialmente reconocida en la música árabe por incorporar de manera innovadora trinos operísticos y otros recursos del bel canto. Triunfó en el cine y en el teatro musical. Trabajó con los más famosos compositores de Egipto como Riad Al Sunbati y Mohamed Al Qasabgi. Se la consideró la única competencia directa de la también cantante Umm Kalzum.

## Biografía
El padre de Asmahan Fahd al-Atrash, era de origen sirio-druso de As-Suwayda y su madre, la princesa Alia al-Mundhir era libanesa-drusa de Hasbaya (Gobernación de Nabatiya). Su padre provenía del clan druso al-Atrash, conocido en Siria por su papel en la lucha contra la ocupación francesa. Era gobernador del distrito de Demirci en Turquía, durante los últimos días del Imperio Otomano. Cuando Siria cayó en 1912 temiendo venganza, huyó del país con sus dos hijos y su esposa embarazada. El 18 de noviembre de 1912, embarcaron desde Esmirna a Beirut y durante el viaje nació Asmahan. Recibió el nombre de  "Amal", que significa "Esperanza". Tras el viaje, asentados nuevamente en Suwayda, su padre se desempeñó como juez hasta 1922 cuando tras el incidente de Adham Khanjar (en idioma árabe أدهم خنجر ), la vivienda de la familia al-Atrash en Yabal Ed-Druz fue bombardeada por las fuerzas francesas. Su madre Alia huyó con sus hijos Farid, Amal y Fouad a Damasco y más tarde a Beirut pero acosados por la ocupación francesa llegaron a Haifa y finalmente emigraron a Egipto.

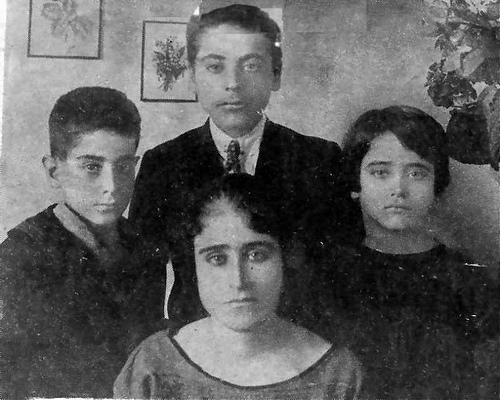
Alia junto a sus hijos Fuad, Farid y Amal (Asmahan) en Egipto

## Inmigración a Egipto
Su madre Alia y los tres niños ingresaron a Egipto de forma ilegal, en ese entonces el primer ministro en Egipto Saad Zaghloul quien era conocido del Sultan Al-Atrash les dio las garantías para residir en Egipto y les otorgó la nacionalidad egipcia a ella y a sus tres hijos. Asmahan y su familia al principio fueron alojados en un apartamento en un barrio humilde de El Cairo. Vivían en una habitación muy precaria donde dormían todos juntos, irónicamente después de haber vivido en lujosos palacios. Para mantener y educar a sus hijos la madre de Asmahan trabajaba en costura y lavando ropa. Asmahan y sus hermanos asistían becados debido a su situación económica a una escuela católica francesa bajo otro apellido ya que nadie creería que personas con el apellido 'al-Atrash' fueran pobres y no les facilitarían dicha ayuda, pero al poco tiempo volvieron a utilizar su apellido ya que su escuela comprendía los motivos de la situación en que vivían. Luego de un tiempo su madre comenzó a recibir un subsidio mensual que le permitió solventar los gastos de sus hijos y lograr mudarse a un apartamento más agradable en la calle Habib Shalabi de El Cairo.

## Carrera musical
Su madre solía tocar el oud en eventos como bodas familiares, reuniones y cumpleaños. De ahí en principio nace la atracción por la música de Amal y Farid. El talento vocal de Amal fue descubierto a temprana edad. Un día su hermano Farid recibió en su casa a uno de los compositores más famosos de Egipto, Dawood Hosni, éste escuchó el canto de Amal en su habitación y quedó tan impresionado por lo que escucho que insistió en verla de inmediato. Luego le pidió que cantara de nuevo quedando maravillado por su alto rendimiento. Se dice que Dawood Hosni ese día le comentó a Amal que su voz le hacía recordar a una alumna muy talentosa que él tenía llamada Asmahan pero que lamentablemente había muerto muy joven y no pudo conocer el éxito. Desde ese día cambió su nombre Amal a Asmahan en homenaje a esa alumna.
Asmahan saltó a la fama rápidamente. Con tan solo catorce años fue presentada al público en un concierto en el prestigioso Teatro de la Ópera de El Cairo, donde cantó temas compuestos por sus mentores los compositores Farid Ghosn, Dawood Hosni, Mohamed Al Qasabgi y Zakariyya Ahmad. A los dieciséis años, Asmahan fue contratada por una compañía discográfica de Egipto para editar su primer álbum con su primera canción "Ya Nar Fouadi" por Farid Ghosn. Finalmente ella decide abandonar la escuela para dedicarse a estudiar música en una de las más prestigiosas academias de Egipto. Una variedad de maestros avanzaron sus estudios vocales y musicales. Hosni instruyó a Asmahan en laúd, Qasabgi le enseñó los maqamat y la manera de cerrar la transición entre ellos, mientras que Ahmad le dio clases en principios generales del canto y de la enunciación. A todo esto se le sumaria el ofrecimiento de un contrato por parte de Columbia Records.

## Influencia egipcia
Al momento de cantar Asmahan adopta los modismos y el dialecto del idioma árabe propio de Egipto y se ve influenciada por el tipo de canciones que interpretaban Umm Kalzum y Mohammad Abdel Wahab. Al principio cantaba canciones nacionalistas sobre el patriotismo elogiando a la familia real y el amor a Egipto dado que muchos estudios y cantantes dependían de las élites del país. También comenzó a cantar por la noche en el club nocturno Mansour junto a su hermano Farid. Pero el hermano mayor de Asmahan, Fuad y otros familiares drusos consideraban vergonzosa la carrera de cantante para una mujer. Para ellos la cultura de Egipto no tenía nada que ver con la cultura de los pequeños pueblos drusos y fue difícil para sus familiares aceptar la integración de Asmahan en la heterogénea escena social egipcia de la época. Las divisiones claramente definidas en cuanto a la doctrina religiosa de los drusos que regían en Siria no operaban en Egipto. Esto sumado a su bi-nacionalidad a los ojos de su clan la convirtió en una "extranjera sofisticada".

## Vida privada
En 1933, el primo de Asmahan, Hassan al-Atrash, llegó a El Cairo con el fin de proponerle matrimonio pero con la condición de que ella abandonase su carrera musical. Asmahan acepta pero le impone tres condiciones a él: la primera, que vivieran en Damasco en lugar de Yabal Ed Druz, la segunda, que durante el invierno ella viviría en El Cairo y la tercera, que no se le exigiera el uso del tradicional hijab (velo islámico). Finalmente, abandona su carrera artística y regresa a Siria para casarse con su primo. En un principio vivió en Damasco y luego se mudó a Suwayda en donde su pueblo la llamaba "La princesa de la montaña". Fruto de esta unión da a luz a su hija Kamelia al-Atrash. En 1939 Asmahan y Hassan deciden divorciarse, ella decía que el divorcio no era por fallos de él en su matrimonio, sino porque extrañaba su vida en Egipto, que prefería el trabajo de Farid y el de Umm Kalzum, quería vivir de su arte. Así que regresó a El Cairo, reanuda su carrera como cantante y decide rehacer su vida junto al director egipcio Ahmed Baderkhan, pero este nuevo matrimonio duró muy poco tiempo y decide divorciarse de él. En 1941 regresó a Siria e intenta volver con su primer marido Hassan al-Atrash pero esta relación finalmente no prospera. Se dice que en realidad su viaje fue con el fin de realizar espionaje y que ella abandona el país bajo amenaza de muerte si volvía a intentar ingresar a Siria. De regreso a Egipto, Asmahan conoce al director Ahmed Salem con quien contrae matrimonio al poco tiempo.

## Papel en la Segunda Guerra Mundial

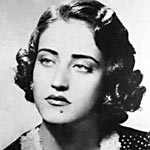
Asmahan

En su viaje a Siria, la cual se encontraba bajo dominio francés en 1941 durante la Segunda Guerra Mundial, Asmahan intenta convencer a su pueblo de Yabal Ed-Druz que dejen entrar en su territorio a las fuerzas aliadas integradas por los británicos y franceses durante la campaña Siria-Líbano, a cambio ellos les prometían la independencia de Siria finalizadas las maniobras bélicas. Asmahan llegó a reunirse con Charles de Gaulle en una visita del general francés a Siria. Finalmente los drusos llegan a un acuerdo pero concluida la campaña Siria-Líbano los aliados no cumplen su promesa de independencia. Asmahan al ver que fue traicionada por los británicos dejándola humillada ante su pueblo, decide viajar a la frontera con Turquía y contactar a las fuerzas alemanas pero fue interceptada y detenida por los aliados para luego ser trasladada a Líbano. Se dice que los británicos le habían prometido a Asmahan la suma de £40,000 libras por sus servicios. Según declaraciones del coronel Collet, quien operaba en Damasco bajo órdenes del General Georges Catroux, representante de Charles de Gaulle en El Cairo, el dinero prometido por los británicos fue entregado a Asmahan en presencia de otros miembros de la familia al-Atrash.

## Muerte
Asmahan murió prematuramente el 14 de julio de 1944 a la edad de 31 años a causa de un accidente automovilístico que se produjo al precipitarse el coche en donde iba en el río Nilo y no poder escapar. En dicho accidente muere ahogada junto a ella su amiga y logra sobrevivir el conductor del vehículo. Se especuló que el accidente fue provocado por la guerra secreta entre espías alemanes y británicos que se desencadenó en El Cairo durante la Segunda Guerra Mundial debido a sus contactos con el servicio de inteligencia británico. Otras versiones indican que la idea del asesinato surgió en el entorno de la célebre cantante egipcia Umm Kalzum, con quien en esa época mantenía una fuerte competencia. Asmahan fue sepultada en Egipto en conformidad con sus deseos junto con sus dos hermanos, Fuad y Farid al-Atrash, en el cementerio de Fustat en El Cairo.

## Discografía
| - "Eedy fi Eedak" - "Shorouq we Ghoroub" - "al-Khitam Operette" (De la película, Intisar Al Shabab) - "al-Layl" - "as-Shams Ghabat Anwarha" - "ad-Denya fi Eedy" - "al-Osra al-Alaweyya Anthem" (De la película, Gharam wa Intiqam) - "Aamel Eah Ashan Ansak?" - "Ana Bent al-Layl" - "Ghayra Magd Poem" - "Hadaytak Alby" - "Adhaby fi Hawak Ardaah" - "Hal Tayyem al-Ban" | - "Isqineeha bi Aby Anta wa Ommy" - "Ahwa" - "Emta Hatearaf?" - "Ana elly Astahel" - "Ayna al-Layaly?" - "Ayyuha Anna'em" - "Hadeath Aynayn" - 'Dakhalt Marra fi Genenah" - "Regeaat Lak" - "Aahedny ya Alby" - "Alek Salat Allah we Salamoh" - "Farraq ma Benna az-Zamaan" - "Fi yom Mashoofak" | - "Magnoon Layla" - "Kan li Amal" - "Kelma ya Nour al-Ain" - "Konty al-Amany" - "Layaly al-Ons fi Vienna" - "Layta lel-Bouraq Ayna" - "Mahlaha Eishet al-Fallah" - Nawayt Adary Aalaamy - "al-Ward" - "Ya Habibi Allah" - "Ya Dirati" - "Ya Toyour" (o "Taghreed al-Balabel") - "Yally Hawak" - "Ya Layali al-Bishr" - "Ya Naar Fouadi" |

## Filmografía
- Intissar al-Shabab, 1941
- Gharam wa enteqam, 1944